# Motorový vůz M 260.0
Motorový vůz řady M 260.0 (v současnosti administrativně řada 825) je rychlíkový motorový vůz určený pro Československé státní dráhy. Byl vyroben v jednom kusu podnikem ČKD, dokončen byl na přelomu let 1938 a 1939. Měl být konkurentem motorových vozů řady M 290.0 (tzv. Slovenským strelám) z Tatry Kopřivnice, vzhledem k okupaci Česko-Slovenska Třetí říší ale nebyl projekt dokončen. Jediný vyrobený vůz M 260.001 byl už od prvních zkušebních jízd uváděn pod názvem Stříbrný šíp.

## Popis
Jedná se o čtyřnápravový motorový vůz se samonosnou vozovou skříní, která byla aerodynamicky tvarována (podobného tvaru jako u vozů M 290.0). Vylehčená kostra z ocelových profilů byla elektricky svařena a oplechována hliníkovými plechy. Vůz byl vybaven dvěma osmiválcovými naftovými motory ČKD s válci do V o výkonu 168 kW při 1400 otáčkách. Motory byly umístěny samostatně v podvozcích a hnaly po jedné nápravě prostřednictvím mechanické šestistupňové planetové převodovky Praga-Wilson s hydrodynamickou spojkou. Konstrukce převodovky byla převzata z vyvíjeného středního tanku Praga V-8-H. Na šestý stupeň mohl vůz dosáhnout 130 km/h, pro nevyhovující brzdy měl však povolenu maximální rychlost pouze 90 km/h.
Interiér vozu byl rozdělen symetricky podle osy v polovině délky vozu. Od čela vozidla to bylo stanoviště strojvedoucího, zavazadlový prostor, nástupní prostor s WC a velkoprostorový oddíl pro cestující. Obě čela vozu byla průchozí. Bočnice byly ozdobeny hliníkovou lištou a různými chromovanými doplňky (nápisy a uprostřed vozu státní znak).

## Historie

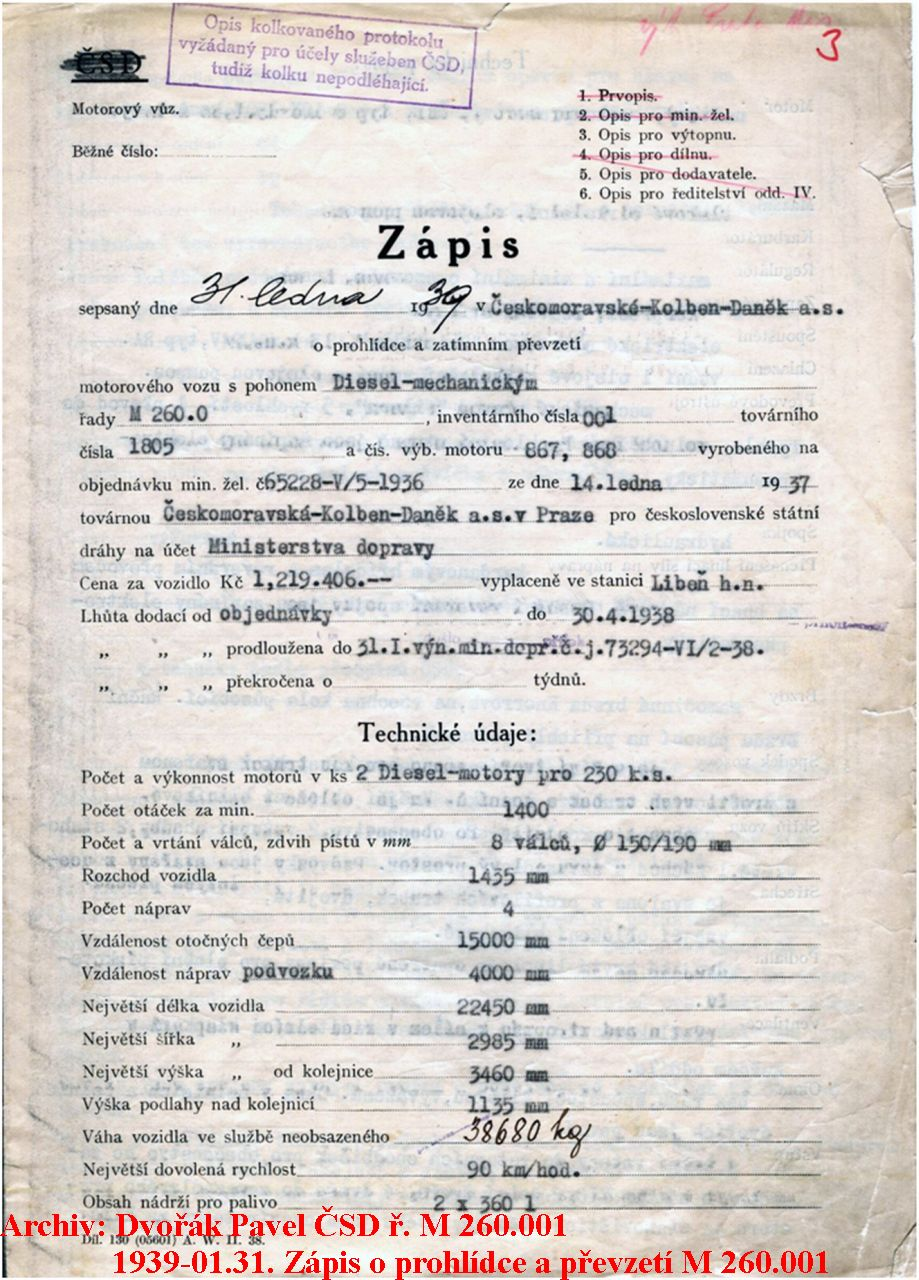

Vůz M 260.001 byl dokončen již na konci roku 1938, různé zkušební a předváděcí jízdy se konaly na jaře 1939. V únoru toho roku úspěšně vykonal technicko-policejní zkoušku. Poté byl předán ČSD, které uspořádaly (po několika vlastních zkušebních jízdách) 14. března 1939 prezentační jízdu pro tisk v úseku Praha–Pardubice, kterou ujel za 68 minut. O den později však vznikl Protektorát Čechy a Morava a Stříbrný šíp byl jako neukončený projekt odstaven. K jeho schválení do provozu došlo až v roce 1941, za války však nejezdil kvůli nedostatku nafty. Po ukončení války byla v ČKD provedena rekonstrukce motorů a Stříbrný šíp byl částečně nasazen i do pravidelného provozu, poměrně často byl ale odstaven. V roce 1953 byl odstaven definitivně, neboť měla u něj proběhnout další rekonstrukce motorů a převodovek. Vůz byl převezen do ŽOS Šumperk, plánované opravy ale neproběhly a z vozu se stal sklad materiálu. Interiér postupně zchátral nebo byl zničen, motory byly prodány Hudebnímu divadlu v Karlíně, odkud zmizely po povodních v roce 2002.
V 70. letech vůz objevili železniční modeláři z Ústí nad Orlicí, kteří ho převezli ze Šumperka do svého města, kde jim sloužil jako klubovna. Po plánované renovaci a zprovoznění vozu v něm mělo být postaveno modelové kolejiště. K tomu však nedošlo a v 90. letech již chátral v Praze-Libni. V roce 1999 byl převezen do železničního muzea v Lužné u Rakovníka. O dva roky později jej převzalo chomutovské depo, kde jej tamní pracovníci (tzv. Klub Stříbrný šíp) pomalu renovovali.
Kompletní rekonstrukce byla zahájena v DPOV Nymburk. Interiér byl z velké části vyráběn jako replika podle dochovaných fotografií, jako pohonné jednotky posloužily motory TEDOM. Renovace byla dokončena v roce 2016, celkové náklady dosáhly více než 30 milionů korun. Vůz, administrativně označený 825.001, je využíván pro nostalgické a komerční jízdy.